# 弦樂器製作師

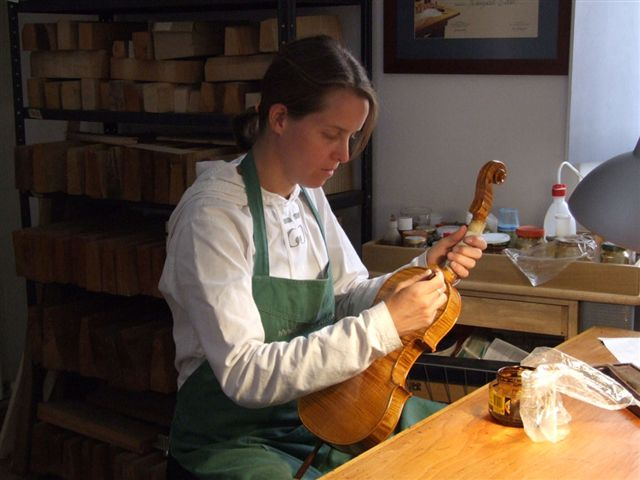
弦樂器製作師為提琴光油

制琴师是指专门从事弦乐器制作和修理的人。制琴师的英文，源自法语，意为鲁特琴，因此英文中制琴师一词原指鲁特琴的制造者，现在泛指弦乐器制造者。
弦乐器制作师中，一般分为两类，一类是拨弦乐器制琴师，另一类是弓弦乐器制造师。由于弓弦乐器需要琴弓，因此这类制琴师中也有专门的琴弓制作师。制琴师也会通过学徒制或是正规的课程来传授乐器制造的知识。

## 弹拨

### 鲁特琴
重要的鲁特琴制琴师由其擅长于不同的鲁特琴制作来分类：
- Tieffenbrucker 家族
- 马丁·霍夫曼
- 克里斯多夫·玛玛尼

现代制琴师有：
- Andrew Rutherford
- Cezar Mateus
- Gilberto Grácio
- Peter Oberg
- Greg Platzer

### 吉他
在向现代古典吉他转变中的19世纪，有两位著名的吉他制琴师，Louis Panormo 和 Georg Staufer. 
Antonio Torres Jurado从古典吉他发展而来并创作的吉他沿用至今。德国制琴师Christian Frederick Martin 发展出了一种可以使用现代钢制琴弦的原声吉他。

## 弓弦乐器

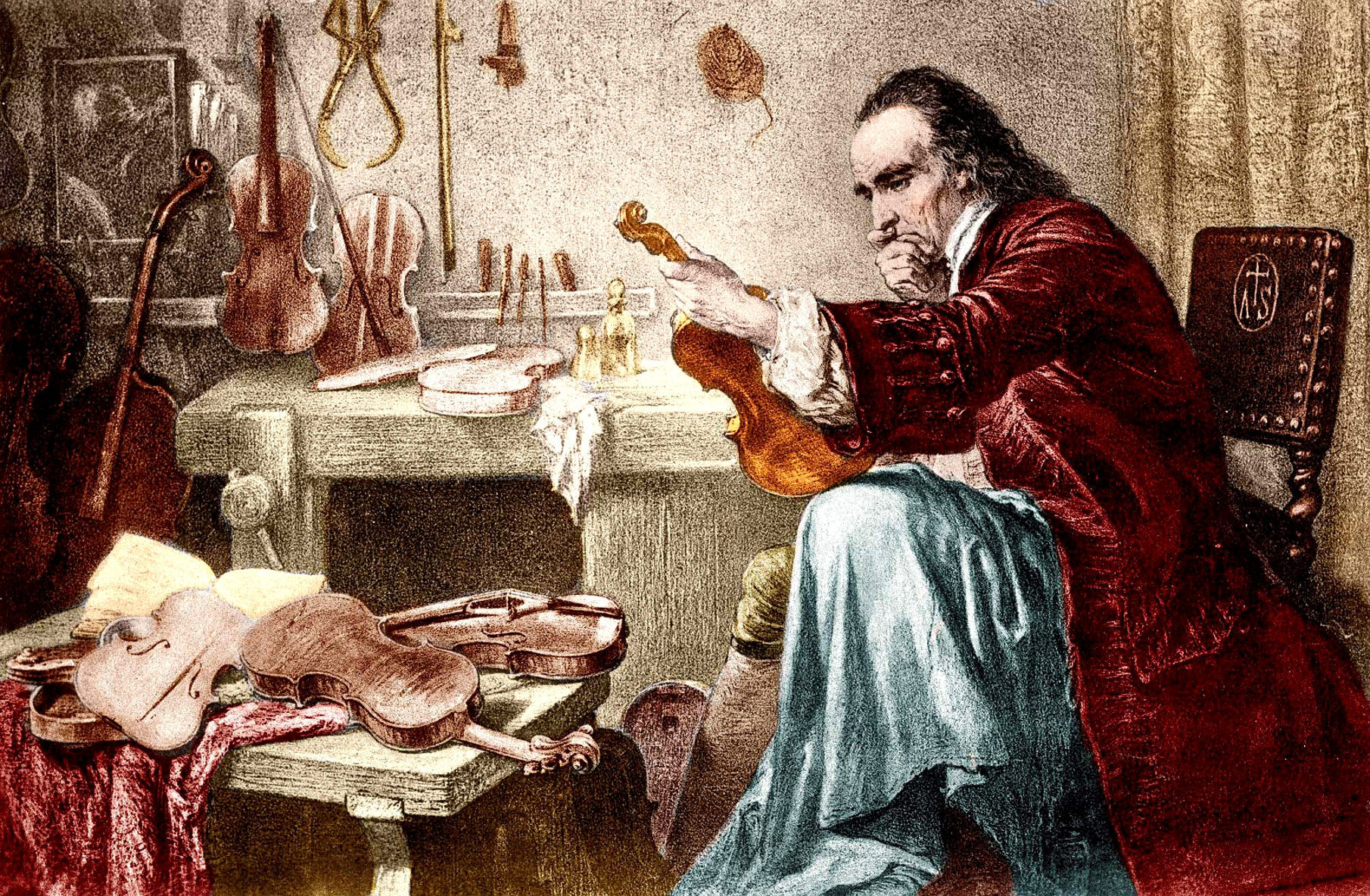
安东尼奥·斯特拉迪瓦里正在调试乐器的刻版画。

弓弦乐器包括大提琴，克鲁斯琴，低音提琴，胡琴，Fiddle琴，hudok，口弓，拉巴卜，hurdy-gurdy琴，三弦琴，萨伦吉琴，维奥尔琴，中提琴，古代中音提琴，柔音中提琴和小提琴。
小提琴的公认发明者为安德雷亚·阿马蒂。阿玛蒂本是鲁特琴匠，16世纪中叶转去制作当时新发明的小提琴。直至18世纪，他都是意大利克雷莫纳阿马蒂制琴师家族的先驱。安德雷亚·阿玛蒂有两个儿子，长子安东尼奥·阿马蒂（1540-1607），和次子吉罗拉莫·阿马蒂（1561-1630），又名Hieronymus. 兄弟二人制作了许多把琴内贴‘A&H’标签的小提琴。安东尼奥离世时膝下无子，吉罗拉莫则有后人，吉罗拉莫的儿子尼古拉·阿玛蒂（1596-1684）则是一代制琴大师，著名制琴师安东尼奥·斯特拉迪瓦里和安德烈亚·瓜尔内里，极有可能是尼古拉的学生，其他的学生还有，巴尔托洛奥·克里斯托福里，巴托洛梅奥·帕斯塔，雅各布·莱里奇，乔凡尼·巴蒂斯塔·罗杰里，马蒂亚斯·克罗兹，还可能有雅各布·施泰纳。
意大利布雷西亚的Gasparo da Salò是小提琴家族中另外一位重要的制琴师。至今有大约80把他的乐器和近百的制琴记录存世。他本人还是一位低音提琴演奏家，也是小提琴家弗朗西斯科和阿戈斯蒂的儿子和外甥。
德国菲森的Gasparo Duiffopruggar曾一度被误认为是小提琴的发明者，当然他算是一位重要的制琴师，但是并无作品和文献传世来证明他发明了小提琴。
Gasparo da Salò制作了许多的乐器销往法国和西班牙，或许还曾销往英国。他至少有5名学徒，Battista, 马赛的Alexander, Giacomo Lafranchini，和最重要的一名，乔瓦尼·保罗·马基尼，马基尼继承了Gasparo da Salò在布雷西亚的生意。马基尼同瓦伦蒂诺·夏尼一同工作。直到1620年，马基尼搬去佛罗伦萨。
17世纪出生的制琴师包括Giovanni Grancino，米兰的Carlo Giuseppe Testore 和他的儿子Carlo Antonio Testore和Paolo Antonio Testore。威尼斯的制琴师Matteo Goffriller, Domenico Montagnana, Sanctus Seraphin and Carlo Annibale Tononi主要工作在威尼斯的提琴制作学校。克雷莫纳的Bergonzi家族则是阿马蒂家族的接班人。David Tecchler生于奥地利，后在威尼斯和罗马制琴。
18世纪重要的制琴师有意大利那不勒斯的Nicolò Gagliano，米兰的Carlo Ferdinando Landolfi和Giovanni Battista Guadagnini。生于奥地利的 Leopold Widhalm后期则在德国纽伦堡开始他的事业。
法国米雷库尔提琴制作学校的Vuillaume 家族在19世纪早期在传统的琴上实验出了‘梨形’琴。
1730年，拉库蒂尔布塞的Jérôme-Thibouville-Lamy公司起初制作管乐器，1760年左右，搬去米雷库尔后改制作小提琴，吉他，曼陀林和乐器配件。

## 其他资料
- Historical Lute Construction by Robert Lundberg, Guild of American Luthiers (2002) ISBN 0-9626447-4-9
- The Complete Luthier's Library. A Useful International Critical Bibliography for the Maker and the Connoisseur of Stringed and Plucked Instruments. Bologna, Florenus Edizioni 1990. ISBN 88-85250-01-7
- Guild of American Luthiers （页面存档备份，存于）
- Guitar Museum Classical Guitar Museum, (UK)
- Guild of Argentine Instrument Makers （页面存档备份，存于）
- Luthier Interviews （页面存档备份，存于） Guitarbench.com archive of Luthier Interviews.
- The Consortium of Violinmakers "Antonio Stradivari" CREMONA （页面存档备份，存于）
- Luthiers Forum （页面存档备份，存于） A large online lutherie community. Educational.
- Contemporary violin makers from China and Taiwan （页面存档备份，存于）